# オンラインセッション
オンラインセッションとは、オンラインを通じて遠方の相手とテーブルトークRPG（TRPG）を行うという遊び方である。「オンセ」と略されることも多い。
一方、ゲーム参加者が一箇所に集まって顔を会わせてゲームを行う従来のTRPGのゲームスタイルを「オフラインセッション」「オフセ」などと呼ぶ場合もある。
オンライン環境でのテーブルトークRPGのプレイは海外でも普及している遊び方だが、「オンラインセッション」という呼称は日本独自のものである。英語圏ではオンライン環境でのプレイのみを指す特定の用語は普及していない。

## 概要
ゲームのプレイ時間の大半が「会話」に費やされるテーブルトークRPGでは、遠隔地の複数人と会話できる手段さえ構築できれば最低限のゲームプレイが可能なのではないか、という発想は古くからあり、郵便を使った手紙のやりとりを通じてRPG風の遊びを行うプレイバイメールがオンラインセッションに先駆けて存在していた。
パソコン通信やインターネットの普及でチャットやインスタントメッセンジャーという形で、複数人とリアルタイムで文字による会話が可能になると、それを使ってテーブルトークRPGのゲームを行うオンラインセッションという遊び方がテーブルトークRPGファンの中から自然発生した。ネットワーク技術の発展によりボイスチャットやビデオチャットを使って音声や映像を交えたチャットも可能となり、現在ではオンラインセッションの表現力そのものは格段に広がっている。
オンラインセッションは「ゲームはやってみたいが、一緒に遊ぶような仲間が見つからない」という人にとっても大きな福音である。インターネット上にはテーブルトークRPGの愛好家たちのコミュニティがいくつも存在しており、SNSや掲示板などでオンラインセッションの参加メンバー募集が行われている。
また、オンラインセッションは参加者の時間さえあえばいつでも開催することができるため、通常のTRPGのオフラインセッションのように、プレイ会場となる場所が使用可能な時間帯に縛られる事がない。夜中であってもプレイできるために、日中が忙しくてTRPGのコンベンションなどにも参加できない社会人にも有用である。

## 道具の電子化
オンラインセッションはボイスチャットが普及していないインターネット黎明期からある遊び方であるため、テキストチャットによる文字会話のみを使った遊び方として生まれた。
しかし、会話以外の部分、特に行為判定での乱数発生処理（サイコロを振ることやトランプを山札から引くこと）をどのようにして処理するのかも、大きな課題となっていた。乱数発生の処理がサイコロを振ることである場合は「出目を自己申告する」ということにして電子化を一切行わないことで対応も可能であるが、場で共有されたトランプの山札からカードを引くことで乱数を発生させるようなゲームでは自己申告のやり方は不可能である。そこで、テキストチャットのサービスに独自の乱数発生機能を付加させてその数値を共有させるというやり方が生まれた。黎明期に好まれたのがIRCを使ったものである。IRCは動作が軽量でナローバンドでも対応可能なテキストチャットツールであるが、プラグインがユーザーレベルでも開発しやすく、ゲームルールごとに必要な乱数処理を独自に搭載することができたのである。
これら有志によるプラグインは単純に乱数を発生させるだけでなく、行為判定の処理そのものを電子化させたものもあり、これらを活用することで戦闘シーンの処理などは通常のオフラインセッションよりも手早く終わらせることも可能となった。
オンラインセッションでもう一つ課題となっていたのが、ダンジョン探索や戦闘などでのマップによる描写やコマによる位置確認をどうするかである。
IRCが主流の時代はこのあたりをうまく解決することができず、コマの位置関係などは誰と誰が接敵しているかのみを判断する抽象的な扱いで運用することがほとんどであった。
後に、描画が共有できるお絵かきチャットやホワイトボード共有サービスが誰でも使えるようになってからは、マップやコマの位置確認も電子化が可能となった。
ブロードバンドが普及してからは、ボイスチャット/ビデオチャットを使ったコミュニケーションツールが身近になり、音声会話を伴うオンラインセッションが実用的なものとして広がった。
2000年代後半になったあたりから、オンランセッションに特化した統合ツールが有志によって開発される流れが出てきた。
テキストチャットとダイス機能はもちろんのこと、自作したマップやコマをプレイヤー全員で共有すること、キャラクターやモンスターのステータスを登録してダイス機能と連動して行為判定を自動化すること、画像を共有すること、情報メモを共有すること、カードやトークンなどダイス以外の道具も視覚的に実装するなど、オフラインのセッションで使っているものがすべて１セットで使用できるということが当たり前となる。このような統合ツールのことを英語圏ではVirtual Tabletopと呼称するが、国内でこの呼び方はあまり普及しておらず、単にオンラインセッションツールと呼ばれることの方が多い。
2010年代末期のあたりからのオンラインセッションツールは、リプレイ動画の作成支援の機能も意識されるようになっており、テキストチャットによる会話の際にキャラクターの立ち絵を表情差分つきで描写することや、映像や音楽をシーンに合わせて流すなど、演出機能も盛り込まれるようになった。
これはオフラインのセッションで行うことはできない、オンラインセッションだからこそできることでもある。
このように現在のオンラインセッションは、オフラインのゲームの再現から、オンライン独自の文化へと移行しつつある。近年はスマートフォンに対応するツールも増えてきており、オンラインセッションは若い世代がテーブルトークRPGに触れる入り口としての役割を果たしている。

## 文字会話と音声会話
ボイスチャットが当たり前に普及した現在でも、テキストチャットは併用して利用されることが多い。
情報の共有と確認の正確性はテキストを介した方が高まるため、GMからの重要なシナリオ情報やプレイヤーキャラクターのロールプレイはテキストチャットでログとして残し、ゲームのルール処理に関する会話など即応性が重要視されることはボイスチャット／ビデオチャットで対応する、という二つの形式のチャットを併用するのが一般的である。
また、テキストチャットでは、全員が参加するチャットを行っているのと同時に「その中の特定の相手とだけのチャット」を行うことも可能である。これを使うことで、GMがある特定のプレイヤーキャラクターだけが気づいた情報を本人にだけ伝える、というような通常のオフラインセッションでは困難なプレイングも手軽に行うことが可能である。
なお、オンラインセッションの統合ツールにボイスチャットの機能が実装されるケースは少ない。これは、オンラインセッションを行うユーザーの中に、あえて音声会話を行わないプレイスタイルを好む層も存在するからである。音声会話を主体にするプレイスタイルをボイスセッション（ボイセ）、文字会話を主体にするプレイスタイルをテキストセッション（テキセ）と呼ぶこともある。
上述したとおりオンラインセッションは「ゲームを一緒にプレイできる知人が近くにいない」という層への需要が高い側面もあるため、コミュニティサイトやSNSを通じたオンラインセッションでは、一期一会の相手に自身の声や顔を晒してキャラクターのロールプレイを行うことが敬遠されることもある。そこでテキストチャットによる「顔出し・声出しNG」のプレイに需要が生まれている。また、プレイヤーの顔や声が出ないことで、プレイヤーと性別や年齢が違うキャラクターを演じやすくなるというのもボイスチャットを使わない理由のひとつである。他には、プレイのログを残すことができるというのも利点として挙げられる。テキストチャットのみで行われたオンラインセッションのチャットログはそのままリプレイの形式で楽しむことができる。いわば、プレイするだけでリプレイが自動的に作成されるわけである。プレイの記録＝セッションの思い出が形として残ることはゲーマーにとっては大きなモチベーションになる。
ボイスチャットを使用しないことによる欠点は、ゲームプレイに時間がかかりやすいことである。テキストチャットによるオンラインセッションの進行スピードは参加者のタイピングの速度にそのまま比例するために口頭での会話と同じだけのスピードは見込めない。テキストチャットによるオンラインセッションにおいては通常のオフラインセッションよりも時間管理を意識する必要がある。時間短縮のためには、シナリオの情報量そのものを圧縮することを心がける必要があり、オフラインセッションを前提としたシナリオをテキストチャットで再現する場合は多少の改変が求められるケースもある。この逆に、1本のシナリオを数回のセッションに分けて少しずつプレイするスケジュールを立てることでボリュームの大きいシナリオのオンラインションを目指す方法論もある。これはオフラインセッションでキャンペーンプレイを行うのと目指す方向は変わらないが、オンラインセッションはオフラインセッションよりもメンバーがより集まりやすいという利点を生かしたものでもある。

## チャット以外のオンラインセッション
ボイスチャットやテキストチャットを介さずにTRPGをオンラインで行う方法もいくつかある。
チャットが普及する以前から存在するものに、電子メールや電子掲示板を使って行動宣言やその結果のやりとりを行う方法がある。一回のセッションの完遂に一ヶ月以上かかることもあり、とても気の長い遊びではあるが、チャットに比べれば時間的拘束ははるかに緩いため参加の敷居は低い。現在では掲示板を使ったRPG風味の遊びは現在ではプレイバイウェブや定期更新型オンラインゲームに需要がシフトしており、TRPGの形式にこだわった掲示板プレイはチャットによるTRPGオンラインセッションに比べると少数派である。
ダンジョンズ・アンド・ドラゴンズを元にしたMORPGである「ネヴァーウィンター・ナイツ」では、ネットワークを介して何人かがパーティーを組んで冒険するだけでなく、ゲームマスター（ダンジョンマスター）役としてログインすることもできる。ゲームマスターはパーティーの冒険の舞台として作成されるゲーム世界で起こるイベントに様々な形で介入できる他、自作シナリオの作成（つまり、パーティーがログインする冒険の舞台の作成）も可能であり、これもまたテーブルトークRPGのオンラインセッションの新しい形であるといえる。

## 見学
オンラインセッションでは、セッションに参加していない人がそのセッション風景を「見学」するということも頻繁に行われる。これはオンラインセッションが生み出した新しい文化であり、オフラインのセッションではほとんど行われていない。
見学の方法は、2010年代の前半あたりまでは観客がプレイヤーと同じようにオンラインセッションツールで同卓し、プレイの様子を見学するというのが主流であった。この際、観客たちがボイスチャットで不用意な発言をすることはマナー違反であり、基本的にはただ視聴するだけである。観客専用のテキストチャットのスペースが用意され、そこにセッションの感想をリアルタイムで書き込んでいくのが定番となっている。
2010年代後半あたりからは、動画配信サイトでオンラインセッションの様子をリアルタイムで配信する文化が根付き、それを配信と同時に視聴することがすなわち見学となる。

## 市場の対応
TRPGのオンラインセッションという文化は、ゲームの開発者・製作者や出版社とは無関係にユーザーサイドで成熟していったものである。しかし、いくつかのTRPGメーカーはオンラインセッションを行うめのサポートを公式に行っている。それらの多くはその自社のゲームのために特化したサポートである。そのため、キャラクターメイキングやゲーム運用に必要なデータが埋め込まれたアプリケーションを利用できるというサービスが多い。
国際的にみた場合は、ウィザーズ・オブ・ザ・コーストの「D&D Beyond」というWEBサービスが最大級である。日本国内に限定すれば富士見書房が「TRPG ONLINE」というWEBサービスを会員制で提供していた。トミーウォーカーの『シルバーレインRPG』では、このゲーム専用に開発されたオンラインセッション用ソフトウェア「メガリスドライブ」を無料でダウンロードできるサービスを行っていた。
TRPGのオンラインセッションに特化したソフトウェアは有志によるフリーウェアやシェアウェアでは豊富であるが、企業が運営しているものは日本では少なく2024年現在では冒険企画局が母体となって運営している『ココフォリア』のみである（元はファン制作のツールだったのが2021年より企業運営となった）
オンラインセッションにおけるノウハウのガイダンスなども商業的なメディアではあまり重要視されておらず、インターネット上のサイトやSNSでの有志による情報交換の方が主流である。
"TRPG的な遊びをオンラインで行う"ことをビジネスとして考えたときに、プレイバイウェブや定期更新型オンラインゲームを企画した方が利益が出やすいというのもTRPGのオンラインセッションが商業的に発展途上な理由としてあるだろう。
ファンメイドのTRPGの中には、オンラインセッションでの運用を前提としたゲームも存在する。しかし上述したようにTRPGのオンライン化のビジネス展開は発展途上であるため、商業展開を意識されたTRPGでオフラインよりもオンラインでの運用を主にしてルールがデザインされたものは少ない。
2004年に発売された『Aの魔法陣』というTRPGでは製作サイドがオンラインセッションによるプレイングを推奨しており、オンラインでの運用がゲームデザインの時点から意識されていた。ゲームデザイナー自らがオンラインセッションの企画運営を公式に行っている。
2021年よりサービスが開始された『エモクロアTRPG』はオンラインセッションを前提として作られており、ルールブックも電子化されたもので、オフラインでの運用は想定されていない（できないわけではない）。当作はルールブックだけを提供するのではなく、オンラインセッションのためのプレイ環境も提供する「サービス」として運営されているのが特徴であり、オンラインセッションのビジネス化に本格的な投資を行っているいう視点では国内最初の例と言える（現在のところは「普及期間であるため」ということで無料展開しているが、将来的に何らかのマネタイズが志向されている）。